# Chen Nien-chin
Chen Nien-chin (n. 10 mai 1997, 花蓮縣⁠(d), Taiwan) este o boxeră ce a reprezentat Taipeiul Chinez, medaliată olimpică. A participat la 3 ediții ale Jocurilor Olimpice (2016, 2020, 2024) în care a câștigat o medalie de bronz.